# 손요
쑨야오(손요, 중국어 정체자: 孫瑤, 간체자: 孙瑶, 병음: Sūn Yáo, 1982년 8월 31일 ~ )는 대한민국에서 활동하는 중국 출신의 방송인이다. 대한민국에서는 2005년, KBS 미녀들의 수다에 출연한 이후 알려졌다. 중국 베이징에 교육 콘텐츠 개발회사 S&크리에이티브(S&Creative)을 설립 하였다.

## 출연작

### 드라마
- 김수로 - 손요 역[4]

### 방송
- 2006년~2009년 KBS 미녀들의 수다
- 2009년~2010년 EBS 외국인을 위한 실용 한국어
- 차이나 하오[5]
- 2015년 TV조선 헬로 차이나

## 음악 활동
- 2008년 오색오감[6]
- 2010년 우리는 하나[7]

## 홍보대사
- 2007년 7월 대한민국 지방자치경영대전 홍보대사[8]
- 2007년 8월 CJ중국영화제 명예 자원봉사자[9]
- 2009년 7월 (사)한국글로벌헬스케어협회(구, 코리아의료관광협회) 의료관광 홍보대사[10]

## 저서
- 《이것이 차이나》[11]
- 《쿵후소년 장비》[12]

## 학력
- 2008년 2월 경희대학교 경제통상학부 국제통상학전공 학사

## 수상
- 2009년 올해의 여성문화인상 신진여성문화인상[13]